# Танец отражений
«Танец отражений» (англ. Mirror Dance) — научно-фантастический роман американской писательницы Лоис Макмастер Буджолд, изданный в 1994 году. Роман входит в цикл «Сага о Форкосиганах». В 1995 году роман был удостоен премий «Хьюго» и «Локус».

## Сюжет
В отличие от большинства других романов цикла, в «Танцу отражений» главным героем романа является не столько Майлз Форкосиган, сколько его клон-брат Марк, на котором больше сосредоточен сюжет. Используя своё сходство с Майлзом, Марк выдаёт себя за брата и забирает один из кораблей флота дендарийцев, после отправляется в Архипелаг Джексона, желая спасти клонов, которые выращиваются там для операции по пересадке мозга. Однако экспедиция оборачивается катастрофой. Марк и дендарийцы застревают на планете. Прибывший спасать брата Майлз получает смертельную рану. Его тело удаётся поместить в переносную криокамеру, но в суматохе бегства её теряют.
Чтобы найти тело брата, Марк был вынужден отправиться на Барраяр, где наконец знакомится с родителями Майлза. В итоге Марку удаётся выяснить, что произошло с телом брата, и он организует спасательную экспедицию. Но ему пришлось приложить немало усилий, чтобы найти Майлза быстрее, чем его враги.

## История создания
С точки зрения внутренней хронологии роман «Танец отражений» является продолжением романа «Братья по оружию» (1989 год), в котором Майлз впервые встречается с Марком — своим клоном-братом. В новом романе Буджолд вывела на первый план нового героя — Марка Форкосигана, который внешне похож на Майлза, но сильно отличается внутренне.
Роман был опубликован в 1994 году. В 1995 году он был удостоен премий «Хьюго» и «Локус».
Роман неоднократно переиздавался в США и был переведён на несколько языков.

## Награды и номинации
- Премия «Хьюго» за лучший роман: 1995 год (победитель)
- Премия «Локус» за лучший научно-фантастический роман: 1995 год (победитель)

## Русскоязычные издания
На русском языке роман впервые был опубликован в 1996 году издательством АСТ в серии «Координаты чудес» в переводе Татьяны Черезовой. В этом переводе роман неоднократно переиздавался — в 1999, а затем в 2005 годах (для издания 2005 год перевод был откорректирован).
Также существует альтернативный перевод, выполненный Кириллом Третьяком и Анной Ходош.